# Edward Tronick
Edward Tronick est un psychologue du développement et professeur d'université émérite américain. Il est surtout connu pour ses recherches expérimentales auprès des bébés et le paradigme du visage impassible (ou inexpressif), en anglais still face experiment.

## Biographie
Dans la première moitié des années 1960, il effectue ses études au sein de l'université Cornell, à Ithaca dans l'État de New York et obtient son diplôme en psychologie et perception comparatives en 1965. Puis il entre à l'université du Wisconsin et devient, en 1968, titulaire d'un doctorat en psychologie du développement et neurophysiologie.
Il a dirigé la Child Development Unit et est professeur émérite à l'université du Massachusetts à Boston. Il est membre, entre autres, de la Boston Psychoanalytic Society depuis 1994, la Society for Research in Child Development depuis 1997, ainsi que de l'Académie des sciences de New York et l'Association for Psychological Science depuis 2010.
Il a travaillé dans la Child Development Unit, créée par T. Berry Brazelton, en menant des observations sur de très jeunes enfants, dans le cadre d'une recherche sur l'échelle d'évaluation du comportement néonatal (NBAS).

## Recherches
E. Tronick est connu pour avoir mis au point une expérience en psychologie portant le nom de still face experiment : le paradigme, ou l'expérience, du visage inexpressif, ou impassible. Cette méthode sert à mettre en évidence la régulation mutuelle chez les nourrissons de 2 à 9 mois c'est-à-dire le fait que le bébé et sa mère jouent tous deux un rôle actif dans l'interaction mère-enfant.  
L'expérience met en jeu la mère et son nourrisson. Le paradigme est composé de 3 phases de 2 minutes chacune. Pendant la première phase, la mère interagit normalement avec son bébé, puis tout à coup, elle se tait et son visage reste inexpressif. Lors de cette deuxième phase, elle ne répond plus à son enfant. La réaction du bébé est qu'il cesse également l'interaction, puis fait des grimaces, se met à gesticuler, pleure. Lors de la troisième phase, lorsque la mère reprend ses interactions normalement, le bébé reprend ses interactions avec elle mais montre des signes de stress. L'expérience met en évidence les réactions de détresse des nourrissons face à un visage inexpressif ou impassible,. Cette situation simule expérimentalement des situations telles que la dépression parentale. À cet effet, les observations effectuées par le psychologue sur des nourrissons, mis en contexte de « Still Face », ont révélé que leurs interactions avec des mères sujettes à une dépression, induisent, chez ces nouveau-nés, une réaction similaire et réciproque. 
Cette expérience a permis de mettre en évidence des comportements différents chez des enfants dont l'attachement est sécurisé (leurs parents sont sensibles à leurs besoins affectifs), qui se remettent et se consolent mieux de cet épisode de stress. Tronick observe ainsi systématiquement les enfants vers 4 mois et les changements qui se produisent entre deux expériences, plusieurs mois plus tard, indiquent que dès l'âge de 4 mois, l'attachement de l'enfant a un impact important sur son développement affectif,,,. Cet effet robuste est répliqué dans plus de 80 études études expérimentales recensées en 2009  et a été utilisé pour explorer plusieurs aspects du développement social et émotionnel très précoce,.
Edward Tronick étaye son analyse sur le fait que le nouveau-né, au travers de sa relation avec sa mère, se retrouve continuellement à la recherche d'un partage. Chez le nouveau-né, ce processus est induit par une capacité innée à vouloir accroître « ses possibilités de pensée et ses ressentis émotionnels ». Pour le psychologue américain, à l'instar de Weinberg, les émotions se révèlent être un ensemble constitué de trois éléments : les expressions faciales, les vocalisations et les postures corporelles. Il établit ainsi le postulat selon lequel la souplesse des expressions faciales du nourrisson est dédiée à des fonctions plus importantes. En outre, le psychologue a déterminé que le nouveau-né peut envoyer un même message en utilisant d'autres voies de communications (vocales ou corporelles) et augmente ainsi la probabilité que le donneur de soins comprenne ce message et puisse lui donner, en retour, une réponse adaptée. À cet égard, pour Edward Tronick, les expressions du visage et les comportements pourraient être appréhendés telles des « unités expressives fondamentales ». 
Selon Gisèle Apter, le psychologue clinicien, afin de réaliser ses travaux de recherches, prend pour principe de base une « théorie des systèmes » établissant que :

« [...] un système a inexorablement tendance à s’accroître et à se complexifier dans le but d’être plus cohérent, et qu’alors de nouvelles propriétés du système émergent qui n’étaient pas prédictibles à partir de chacun des deux systèmes pris indépendamment. »

— Atlan, 1998.
Les dernières études menées sur le développement du nourrisson, par Edward Tronick, mais également par Thomy Brazelton et Henry Edward Field, ont permis de changer les points de vue préalablement établis au début du XXe siècle concernant ce domaine de recherche.

## Publications
- Social interchange in infancy : affect, cognition, and communication, Baltimore : University Park Press, 1982  (ISBN 9780839115106)
- Infant curriculum : the Bromley-Heath guide to the care of infants in groups, avec Patricia Marks Greenfield, New York : Media Projects, 1973
- Maternal depression and infant disturbance, avec Tiffany Field, San Francisco : Jossey-Bass, 1986  (ISBN 9781555429973)
- Babies as people : new findings on our social beginnings, avec Lauren Adamson,  New York : Collier Books, 1980  (ISBN 9780026202008)
- The Neurobehavioral and Social-emotional Development of Infants and Children, W. W. Norton & Company, 2007, 571 p.  (ISBN 9780393705171)
- (coll.) Teaching and learning with infants and toddlers where meaning-making begins, New York : Teachers College, Columbia University,  2015  (ISBN 9780807756195)
- Stimulation and the preterm infant : the limits of plasticity, avec Barry M Lester, Clinics in Perinatology, v. 17, n°1, Philadelphia : Saunders, 1990
- Quotidian resilience: exploring mechanisms that drive resilience from a perspective of everyday stress and coping, avec J.A. DiCorcia, Neurosci Biobehav Rev. 2011, June, 35(7):1593-602 PMID 21513731
- Do patient characteristics, prenatal care setting, and method of payment matter when it comes to provider-patient conversations on perinatal mood?, avec C.H. Liu, Matern Child Health J., 2012, July, 16(5):1102-1112, PMID 21681636
- Un modèle des états de l'humeur du jeune enfant: Les états affectifs organisateurs durables et les processus de représentation de l'émotion, Devenir, vol. 19, no 4, p. 375-404, 2007 DOI 10.3917/dev.074.0375
- The Brazelton Neonatal Behavioral Assessment Scale (BNBAS), avec Heidelise Als, Barry M. Lester, T. Berry Brazelton, Journal of Abnormal Child Psychology, 1977, vol. 5, no 3, p. 215-231 DOI 10.1007/BF00913693
- The neurobehavioral and social-emotional development of infants and children, New York, Norton, 2007
- Multilevel meaning making and dyadic expansion of consciousness theory: The emotional and the polymorphic polysemic flow of meaning, in D.Fosha , D.J. Siegel, M. Solomon (éd.) The healing power of emotion: Affective neuroscience, development, and clinical practice, New York, NY: Norton; 2008, p. 86–110
- (coll.) Dyadically expanded states of consciousness and the process of therapeutic change, Infant Mental Health Journal, 1998, no 19, p. 290–299 DOI 10.1002/(SICI)1097-0355(199823)19:3<290::AID-IMHJ4>3.0.CO;2-Q
- Infant-mother face-to-face interaction: Age and gender differences in coordination and the occurrence of miscoordination, avec J.F. Cohn,  Child Development, 1989, no 60, p. 85–92, DOI 10.2307/1131074
- Infant’s affective reactions to the resumption of maternal interaction after the still face, avec M. Katherine Weinberg, Child Development, 67, 1996, p. 905-914 DOI 10.2307/1131869